# マウリシオ・ロベラ
マウリシオ・アレハンドロ・ロベラ（Mauricio Alejandro Llovera ,1996年4月17日 - ）は、ベネズエラ共和国アンソアテギ州エル・ティグレ出身のプロ野球選手（投手）。右投右打。アメリカ独立リーグ・アトランティックリーグのヨーク・レボリューション所属。

## 経歴

### フィリーズ時代
2015年2月12日にアマチュアFAでフィラデルフィア・フィリーズと契約してプロ入り。プロ入り後は、ベネズエラ・サマーリーグ・フィリーズで11試合（うち先発10試合）に登板し、2勝4敗、防御率3.23の成績を残した。
2016年は、ガルフ・コーストリーグ・フィリーズで11試合（うち先発10試合）に登板し、7勝1敗、防御率1.87という成績を残した。
2017年は、A級のレイクウッド・ブルークロウズで30試合（うち先発10試合）に登板し、2勝4敗、防御率3.35の成績を残した。
2018年は、A+級のクリアウォーター・スレッシャーズで23試合（うち先発22試合）に登板し、8勝7敗、防御率3.72の成績を残した。
2019年は、AA級のレディング・ファイティン・フィルズでで14試合（うち先発12試合）に登板し、3勝4敗、防御率4.55の成績を残した。シーズン終了後にルール・ファイブ・ドラフトでの流出を防ぐためにメジャー契約を結んで40人枠入りした。
2020年9月6日にメジャー初昇格し、その日のニューヨーク・メッツ戦でメジャーデビューを果たした。
2021年はAAA級リーハイバレー・アイアンピッグスで開幕を迎え、7月にメジャー昇格。8月7日のニューヨーク・メッツ戦で、1アウトも取れずに3本のホームランを浴びた。これは、B.J.ローゼンバーグ以来メジャー史上2人目の記録となった。8月20日にDFAとなった。 2日後の8月22日に傘下AAA級のリーハイバレー・アイアンピッグスに配属された。メジャーでは6試合に登板して、1勝0敗、防御率9.45という成績だった。オフの11月7日にFAとなった。

### ジャイアンツ時代
2021年12月6日にサンフランシスコ・ジャイアンツとマイナー契約を結んだ。
2022年4月29日にメジャー契約を結びアクティブ・ロースター入りし、この年はメジャーで17試合に登板した。オフの11月18日に一旦FAとなったが、翌日にロマイナー契約で再契約した。
2023年7月6日にアクティブ・ロースター入りし、5試合に登板して1勝、防御率1.69という成績を残していたが、7月22日にDFAとなった。

### レッドソックス時代
2023年7月26日にマルケス・ジョンソンとのトレードでボストン・レッドソックスに移籍した。同月30日の古巣ジャイアンツ戦の延長11回裏に移籍後初登板を果たすも、サヨナラ負けで敗戦投手となった。 移籍後は25試合にリリーフ登板し、1勝3敗、防御率5.46、24奪三振を記録した。
2024年1月3日にDFAとなった。

### マリナーズ傘下時代
2024年1月10日にウェイバー公示を経てシアトル・マリナーズに移籍した。3月14日に40人枠から外れ、AAA級タコマ・レイニアーズに送られた。この年はAAA級タコマとルーキー級の合計で17試合に登板したが、2勝0敗、防御率4.58という成績に終わり、8月13日に自由契約となった。

### 独立リーグ時代
2025年3月11日にアトランティックリーグのヨーク・レボリューションと契約した。

## 詳細情報

### 年度別投手成績
| 年 度    | 球 団    | 登 板 | 先 発 | 完 投 | 完 封 | 無 四 球 | 勝 利 | 敗 戦 | セ 丨 ブ | ホ 丨 ル ド | 勝 率 | 打 者 | 投 球 回 | 被 安 打 | 被 本 塁 打 | 与 四 球 | 敬 遠 | 与 死 球 | 奪 三 振 | 暴 投 | ボ 丨 ク | 失 点 | 自 責 点 | 防 御 率 | W H I P |
| -------- | -------- | ----- | ----- | ----- | ----- | -------- | ----- | ----- | -------- | ----------- | ----- | ----- | -------- | -------- | ----------- | -------- | ----- | -------- | -------- | ----- | -------- | ----- | -------- | -------- | ------- |
| 2020     | PHI      | 1     | 0     | 0     | 0     | 0        | 0     | 0     | 0        | 0           | ----  | 10    | 1.0      | 5        | 0           | 1        | 0     | 1        | 1        | 0     | 0        | 4     | 4        | 36.00    | 6.00    |
| 2021     | PHI      | 6     | 0     | 0     | 0     | 0        | 1     | 0     | 0        | 0           | 1.000 | 35    | 6.2      | 10       | 5           | 4        | 0     | 1        | 7        | 1     | 0        | 7     | 7        | 9.45     | 2.10    |
| 2022     | SF       | 17    | 1     | 0     | 0     | 0        | 0     | 0     | 0        | 1           | ----- | 72    | 16.1     | 14       | 2           | 8        | 1     | 0        | 20       | 1     | 0        | 8     | 8        | 4.41     | 1.35    |
| 2023     | SF       | 5     | 0     | 0     | 0     | 0        | 1     | 0     | 0        | 0           | 1.000 | 21    | 5.1      | 4        | 1           | 2        | 0     | 0        | 5        | 1     | 0        | 1     | 1        | 1.69     | 1.13    |
| 2023     | BOS      | 25    | 0     | 0     | 0     | 0        | 1     | 3     | 0        | 0           | .250  | 139   | 29.2     | 32       | 2           | 13       | 3     | 4        | 24       | 0     | 0        | 24    | 18       | 5.46     | 1.52    |
| '23計    | BOS      | 30    | 0     | 0     | 0     | 0        | 2     | 3     | 0        | 0           | .400  | 160   | 35.0     | 36       | 3           | 15       | 3     | 4        | 29       | 1     | 0        | 25    | 19       | 4.89     | 1.46    |
| MLB：4年 | MLB：4年 | 54    | 1     | 0     | 0     | 0        | 3     | 3     | 0        | 1           | .500  | 277   | 59.0     | 65       | 10          | 28       | 4     | 6        | 57       | 3     | 0        | 44    | 38       | 5.80     | 1.58    |

- 2023年度シーズン終了時

### 年度別守備成績
| 年 度 | 球 団 | 投手（P） | 投手（P） | 投手（P） | 投手（P） | 投手（P） | 投手（P） |
| 年 度 | 球 団 | 試 合     | 刺 殺     | 補 殺     | 失 策     | 併 殺     | 守 備 率  |
| ----- | ----- | --------- | --------- | --------- | --------- | --------- | --------- |
| 2020  | PHI   | 1         | 0         | 1         | 0         | 0         | 1.000     |
| 2021  | PHI   | 6         | 0         | 1         | 0         | 0         | 1.000     |
| 2022  | SF    | 17        | 0         | 2         | 0         | 0         | 1.000     |
| 2023  | SF    | 5         | 0         | 0         | 0         | 0         | ----      |
| 2023  | BOS   | 25        | 4         | 1         | 1         | 0         | .833      |
| '23計 | BOS   | 30        | 4         | 1         | 1         | 0         | .833      |
| MLB   | MLB   | 54        | 4         | 5         | 1         | 0         | .900      |

- 2023年度シーズン終了時

### 背番号
- 63（2020年 - 2023年途中）
- 68（2023年途中 - 同年終了）